# Sipuncula
Sipuncula hay Sipunculida là một nhóm gồm 144–320 loài (tùy ước tính) giun biển đối xứng hai bên. Sipuncula có nghĩa là "ống nhỏ". Sipuncula là ngành có quan hệ chặt chẽ với ngành Giun đốt.

## Lịch sử
Loài đầu tiên trong nhóm này được mô tả năm 1827 bởi nhà động vật học Pháp Henri Marie Ducrotay de Blainville, với tên Sipunculus vulgaris. Một loài khác ít lâu sau được mô tả dưới tên Golfingia macintoshii bởi E. Ray Lankester (mẫu vật do giáo sư Mackintosh cung cấp). Lankester mổ mẫu vật giữa hai hiệp golf. Golfingia ngày nay là tên một chi Sipuncula.

## Môi trường sống
Sipuncula đều sống dưới biển. Chúng tương đối thường gặp ở vùng nước nông, hoặc trong hang đào hoặc trong vỏ rỗng giống ốc mượn hồn. Một số đào đá để tự làm vỏ. Dù thường ngắn hơn 10 cm, số ít loài dài gấp vài lần con số đó.

## Sinh sản
Ở Sipuncula có cả sinh sản vô tính và hữu tính (dù sinh sản vô tính ít gặp hơn). Sipuncula sinh sản vô tính nhờ phân đôi cơ thể cộng với tái tạo những phần cơ thể thiết yếu.
Dù con non ở vài loài nở ra đã có hình dáng như trưởng thành, đa số có ấu trùng biến thái thành dạng trưởng thành sau từ một ngày đến một tháng. Ở số ít loài, ấu trùng không biến thái trực tiếp thành con trưởng thành mà qua một giai đoạn trung gian.

## Hóa thạch
Hóa thạch Sipuncula rất hiếm:

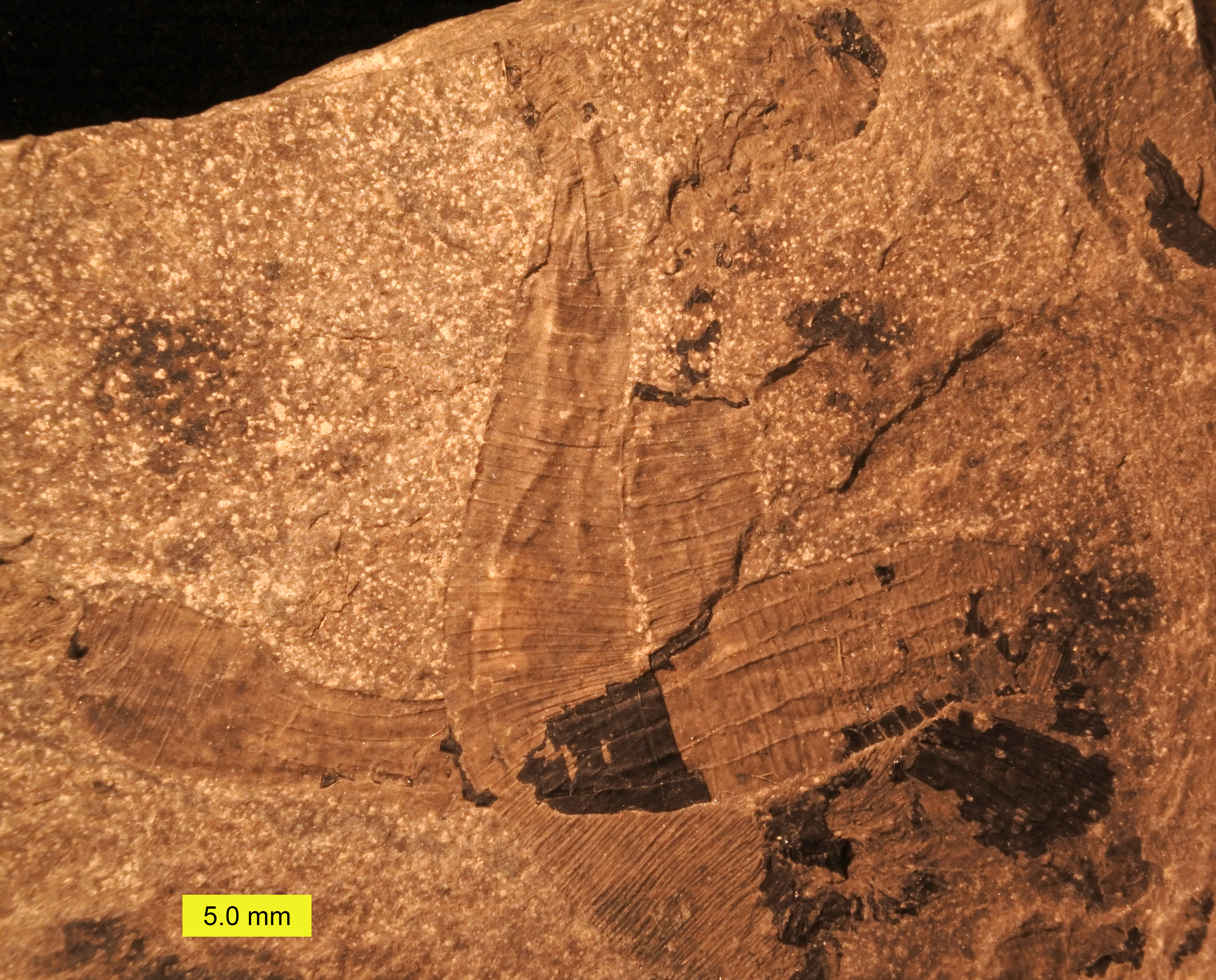
Lecthaylus gregarius, một hóa thạch Sipuncula tại Illinois, từ kỉ Silur.

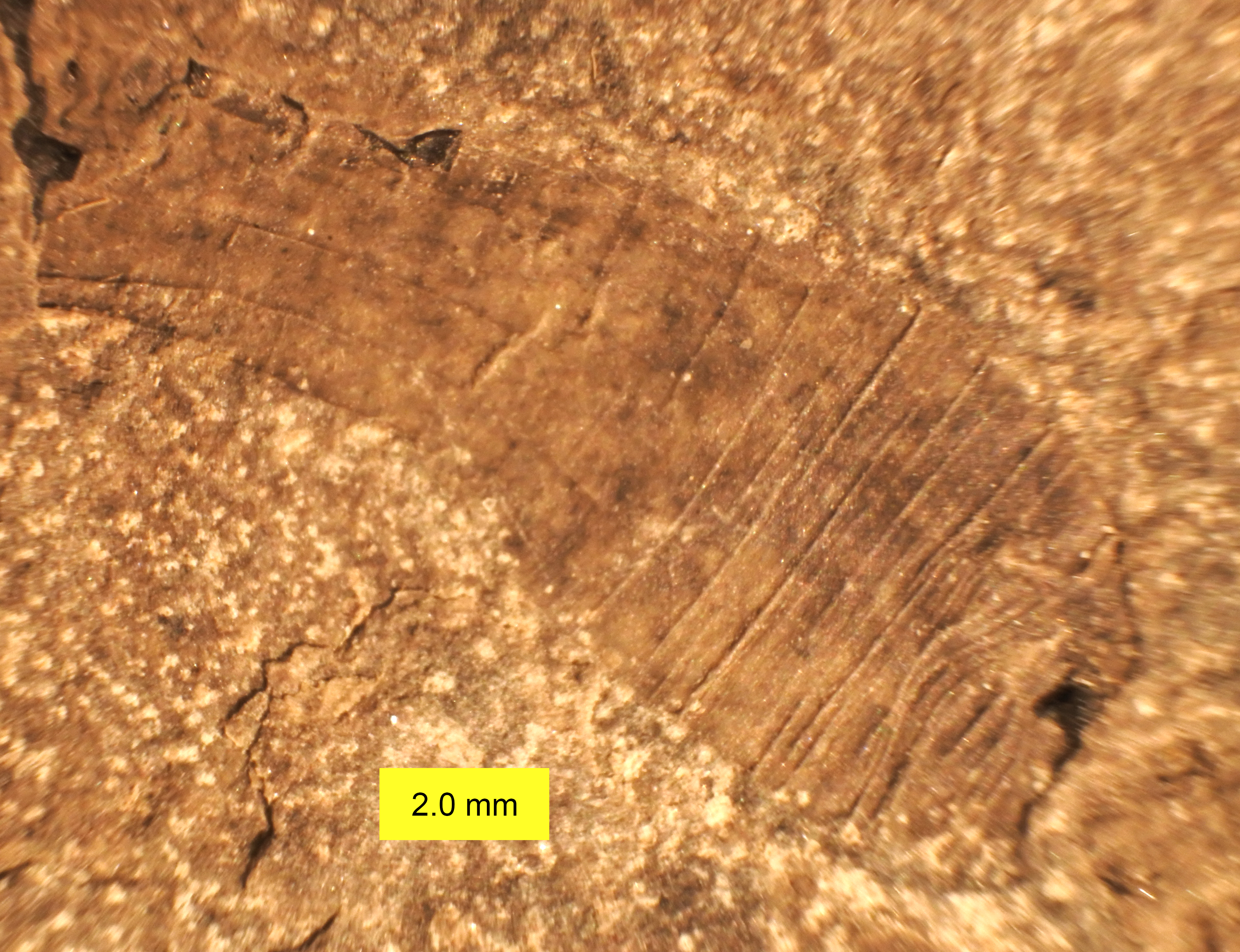
Lecthaylus gregarius.

- Archaeogolfingia và Cambrosipunculus tại Trung Quốc, sống vào kỷ Cambri. Những nhóm này có vẻ thuộc nhóm chỏm cây,[3][4] và cho thấy rằng Sipuncula chẳng thay đổi mấy kể từ kỉ Cambri, 520 triệu năm trước.[3]
- Một loài Sipuncula chưa có tên từ lớp đá phiến sét Burgess tại Alberta, Canada.[5]
- Lecthaylus kỉ Silur/Carbon.[6]
- Số ít khác[3]